# در وجه حامل
در وجه حامل فیلمی به کارگردانی و نویسندگی بهمن کامیار و تهیه‌کنندگی مصطفی کیایی محصول سال ۱۳۹۶ است. این پروژه در ابتدا خیابان دیوار نام داشت و بعداً به در وجه حامل تغییر نام داد.
این فیلم در تاریخ ۲۳ خرداد ۱۳۹۷ در سینماهای ایران اکران شده‌است. در وجه حامل چهارمین اثر سینمایی بهمن کامیار است.
در نقدی بر این فیلم٬ «بازی درخشان ژاله صامتی» به عنوان نکته مثبت فیلم مطرح شده است. از جمله برنامه‌های نقد این فیلم٬ می‌توان به نقد در برنامه «جادوی صحنه» در رادیو فرهنگ٬ برنامه «سینما آی‌فیلم» در شبکه آی‌فیلم تلویزیون ایران و برنامه نقد فیلم در نشست باشگاه فیلم تهران در فرهنگسرای ارسباران تهران اشاره نمود.

## خلاصه داستان
این فیلم روایتگر زندگی زنی به نام مهری (ژاله صامتی)است که ناخواسته درگیر ماجرایی مجهول می‌شود و در پی حل آن است.

## بازیگران
- ژاله صامتی در نقش مهری
- ایرج سنجری در نقش ایرج شوهر مهری
- محمدرضا غفاری درنقش جلال
- محسن کیایی در نقش زمین فروش
- رعنا آزادی‌ور در نقش شهلا نامزد زمین فروش
- رؤیا جاویدنیا در نقش اقدس
- احسان امانی در نقش عباس
- بابک بهشاد
- معصومه رحمانی در نقش بتی
- جواد زیتونی در نقش غفوری
- بیژن افشار درنقش سیفی
- میثاق جمشیدی
- مژده دایی در نقش منشی شرکت
- سید وحید منافی
- مهدی میری
- پاوان افسر
- اکبر مددی مهر
- غلامحسین عباسی
- مهران آتش‌زا
- فرزاد سینا
- شهرزاد بخشی
- مهران فراهانی
- فاطمه بابایی
- رضوان جعفری
- حمیدرضا خسرویون